# إسلام منصوري
إسلام منصوري (بالإنجليزية: Islam Mansouri)‏ (23 يوليو 1997 - ) دراج من الجزائر.

## النتائج الرئيسية
2014
- المرتبة الأولى في البطولة العربية الأولى للناشئين.
- المرتبة الأولى  في بطولة الجزائر الوطنية لسباق الدراجات على الطرق.

2015
- المرتبة الأولى  في بطولة الجزائر الوطنية لسباق الدراجات على الطرق.

2016
- المرتبة الأولى في طواف السنغال الدولي للدراجات.
- المرتبة الأولى  في بطولة الجزائر الوطنية لسباق الدراجات على الطرق.
- المرتبة السابعة في بطولة القارة الإفريقية لركوب الدراجات.

2018
- المرتبة الأولى في المرحلة الثامنة من طواف السنغال الدولي للدراجات.

## روابط خارجية
- إسلام منصوري على موقع الاتحاد الدولي للدراجات (الإنجليزية)
- إسلام منصوري على موقع أرشيف الدراجات (الإنجليزية)
- إسلام منصوري على موقع إحصائيات الدراجات الإحترافية (الإنجليزية)
- إسلام منصوري على موقع نسبة الدراجات (الإنجليزية)